# David C. Douglas
David Charles Douglas (1898-1982) est un historien des universités de Cambridge et d'Oxford, spécialiste de la période normande,. Il rejoint l'université d'Oxford en 1963 au titre de conférencier en histoire anglaise, et est en 1939 lauréat du prix James Tait Black.

## Publications
- William the Conqueror: The Norman Impact Upon England, 1964, 318 pages, lire en ligne
- The Normans
- The Norman achievement, 1050-1100
- The Norman fate, 1100-1154
- English scholars, 1660-1730 (1939) vainqueur du prix James Tait Black
- English Historical Documents (en), v. 2. 1042-1189, (ed. with George W. Greenaway). 1re éd. 1953, 2e éd. 1981